# Libéma Open 2023
Libéma Open 2023 byl společný tenisový turnaj hraný na mužském okruhu ATP Tour a ženském okruhu WTA Tour v Autotron parku. Třicátý druhý ročník Libéma Open probíhal mezi 12. až 18. červnem 2023 v nizozemském Rosmalenu u 's-Hertogenbosche na travnatých dvorcích.
Mužská polovina dotovaná 750 950 eury patřila do kategorie ATP Tour 250. Ženská část s rozpočtem 259 303 dolarů byla součástí WTA 250. Nejvýše nasazenými singlisty se stali třetí hráč žebříčku Daniil Medveděv a poražená finalistka, světová desíkka Veronika Kuděrmetovová. Jako poslední přímí účastníci do hlavních soutěží nastoupili 82. tenista pořadí Marc-Andrea Hüsler ze Švýcarska a 148. hráčka klasifikace Ashlyn Kruegerová ze Spojených států. V důsledku invaze Ruska na Ukrajinu na konci února 2023 řídící organizace tenisu ATP, WTA a ITF s grandslamy rozhodly, že ruští a běloruští tenisté mohli dále na okruzích startovat, ale do odvolání nikoli pod vlajkami Ruska a Běloruska.
Druhý singlový titul na okruhu ATP Tour vybojoval 26letý Nizozemec Tallon Griekspoor a posunul se na nové kariérní maximum, 29. místo žebříčku. Čtvrtou trofej z dvouhry okruhu WTA Tour si odvezla 28letá Jekatěrina Alexandrovová, která poprvé v kariéře obhájila titul. V Rosmalenu se stala druhou takovou šampionkou po Tanasugarnové z roku 2009.
Mužskou čtyřhru vyhrál nizozemsko-britský pár Wesley Koolhof a Neal Skupski, který také obhájil vítězství z předchozího ročníku. Jeho členové vyhráli patnáctý společný triumf a po skončení se vrátili do čela deblového žebříčku ATP. Devátou párovou trofej si v ženské čtyřhře připsaly Japonky Šúko Aojamová s Enou Šibaharaovou.

## Rozdělení bodů a finančních odměn

### Rozdělení bodů
| Soutěž       | Soutěž       | vítězové | finalisté | semifinalisté | čtvrtfinalisté | 16 v kole | 32 v kole | Q  | Q2 | Q1 |
| ------------ | ------------ | -------- | --------- | ------------- | -------------- | --------- | --------- | -- | -- | -- |
| dvouhra mužů | [ 3 ] [ 11 ] | 250      | 150       | 90            | 45             | 20        | 0         | 12 | 6  | 0  |
| čtyřhra mužů | [ 12 ]       | 250      | 150       | 90            | 45             | 0         | —         | —  | —  | —  |
| dvouhra žen  | [ 2 ] [ 13 ] | 280      | 180       | 110           | 60             | 30        | 1         | 18 | 12 | 1  |
| čtyřhra žen  | [ 14 ]       | 280      | 180       | 110           | 60             | 1         | —         | —  | —  | —  |

### Finanční odměny
| Soutěž                                | Soutěž       | vítězové | finalisté | semifinalisté | čtvrtfinalisté | 16 v kole | 32 v kole | Q2      | Q1      |
| ------------------------------------- | ------------ | -------- | --------- | ------------- | -------------- | --------- | --------- | ------- | ------- |
| dvouhra mužů                          | [ 3 ] [ 11 ] | 98 580 € | 57 505 €  | 33 805 €      | 19 595 €       | 11 375 €  | 6 950 €   | 3 475 € | 1 895 € |
| dvouhra žen                           | [ 2 ] [ 13 ] | 29 760 € | 17 590 €  | 9 810 €       | 5 580 €        | 3 410 €   | 2 438 €   | 1 804 € | 1 164 € |
| čtyřhra mužů                          | [ 12 ]       | 35 600 € | 19 040 €  | 11 160 €      | 6 240 €        | 3 680 €   | —         | —       | —       |
| čtyřhra žen                           | [ 14 ]       | 10 820 € | 6 090 €   | 3 504 €       | 2 086 €        | 1 606 €   | —         | —       | —       |
| částka ve čtyřhrách je uvedena na pár |              |          |           |               |                |           |           |         |         |

## Dvouhra mužů

### Nasazení
| Stát                           | Hráč              | ATP | Nasazení |
| ------------------------------ | ----------------- | --- | -------- |
|                                | Daniil Medveděv   | 2.  | 1.       |
| Itálie                         | Jannik Sinner     | 9.  | 2.       |
| Chorvatsko                     | Borna Ćorić       | 16. | 3.       |
| Austrálie                      | Alex de Minaur    | 19. | 4.       |
| Srbsko                         | Miomir Kecmanović | 37. | 5.       |
| Nizozemsko                     | Tallon Griekspoor | 39. | 6.       |
| Francie                        | Ugo Humbert       | 40. | 7.       |
| USA                            | Maxime Cressy     | 44. | 8.       |
| Žebříček ATP k 29. květnu 2023 |                   |     |          |

### Jiné formy účasti
Následující hráči obdrželi divokou kartu do hlavní soutěže:
- Gijs Brouwer
- Arthur Rinderknech
- Jannik Sinner

Následující hráč nastoupil pod žebříčkovou ochranou:
- Milos Raonic

Následující hráči postoupili z kvalifikace:
- Ričardas Berankis
- Arthur Fils
- David Goffin
- Giovanni Mpetshi Perricard

Následující hráč postoupil z kvalifikace jako šťastný poražený:
- Rinky Hijikata

### Odhlášení
před zahájením turnaje
- Félix Auger-Aliassime → nahradil jej  Marc-Andrea Hüsler
- Roberto Bautista Agut → nahradil jej  Jason Kubler
- Pablo Carreño Busta → nahradil jej  Alexei Popyrin
- Marin Čilić → nahradil jej  Jordan Thompson
- Botic van de Zandschulp → nahradil jej  Rinky Hijikata
- Bernabé Zapata Miralles → nahradil jej   Ilja Ivaška

## Mužská čtyřhra

### Nasazení
| Stát                                                                                    | Hráč            | Stát               | Hráč              | ATP | Nasazení |
| --------------------------------------------------------------------------------------- | --------------- | ------------------ | ----------------- | --- | -------- |
| Nizozemsko                                                                              | Wesley Koolhof  | Spojené království | Neal Skupski      | 2.  | 1.       |
| Salvador                                                                                | Marcelo Arévalo | Nizozemsko         | Jean-Julien Rojer | 12. | 2.       |
| Monako                                                                                  | Hugo Nys        | Polsko             | Jan Zieliński     | 26. | 3.       |
| Austrálie                                                                               | Rinky Hijikata  | Austrálie          | Jason Kubler      | 61. | 4.       |
| Žebříček ATP k 29. květnu 2023; číslo je součtem žebříčkového postavení obou členů páru |                 |                    |                   |     |          |

### Jiné formy účasti
Následující páry obdržely divokou kartu do hlavní soutěže:
- Sander Arends /  David Pel
- Matwé Middelkoop /  Bart Stevens

### Odhlášení
před zahájením turnaje
- Jérémy Chardy /  Fabrice Martin → nahradili je  Brandon Nakashima /  Emil Ruusuvuori
- Maxime Cressy /  Adrian Mannarino → nahradili je  Maxime Cressy /  Fabrice Martin
- Alex de Minaur /  Max Purcell → nahradili je  Alex de Minaur /  Jordan Thompson
- Sander Gillé /  Joran Vliegen → nahradili je  Gonzalo Escobar /  Oleksandr Nedověsov
- Mackenzie McDonald /  Botic van de Zandschulp → nahradili je  Alexandr Bublik /  Mackenzie McDonald

## Ženská dvouhra

### Nasazení
| Stát                           | Hráčka                   | WTA | Nasazení |
| ------------------------------ | ------------------------ | --- | -------- |
|                                | Veronika Kuděrmetovová   | 11. | 1.       |
|                                | Ljudmila Samsonovová     | 15. | 2.       |
|                                | Viktoria Azarenková      | 18. | 3.       |
|                                | Jekatěrina Alexandrovová | 23. | 4.       |
| Belgie                         | Elise Mertensová         | 28. | 5.       |
| Kanada                         | Bianca Andreescuová      | 42. | 6.       |
|                                | Aljaksandra Sasnovičová  | 51. | 7.       |
| USA                            | Caty McNallyová          | 57. | 8.       |
| Žebříček WTA k 29. květnu 2023 |                          |     |          |

### Jiné formy účasti
Následující hráčky obdržely divokou kartu do hlavní soutěže:
- Céline Naefová
- Lesley Pattinama Kerkhoveová
- Venus Williamsová

Následující hráčka nastoupila pod žebříčkovou ochranou:
- Jevgenija Rodinová

Následující hráčky postoupily z kvalifikace:
- Susan Bandecchiová
- Emina Bektasová
- Lena Papadakisová
- Zeynep Sönmezová
- Natalija Stevanovićová
- Carol Zhaová

Následující hráčky postoupily z kvalifikace jako šťastné poražené:
- Priscilla Honová
- Sachia Vickeryová

### Odhlášení
před zahájením turnaje
- Paula Badosová → nahradila ji   Polina Kuděrmetovová
- Belinda Bencicová → nahradila ji  Jüan Jüe
- Anna Blinkovová → nahradila ji  Kimberly Birrellová
- Marie Bouzková → nahradila ji  Jessika Ponchetová
- Čeng Čchin-wen → nahradila ji  Dalma Gálfiová
- Varvara Gračovová → nahradila ji  Viktória Hrunčáková
- Eva Lysová → nahradila ji  Priscilla Honová
- Petra Martićová → nahradila ji  Katie Volynetsová
- Elise Mertensová → nahradila ji  Sachia Vickeryová
- Karolína Muchová → nahradila ji  Greet Minnenová
- Shelby Rogersová → nahradila ji  Lucrezia Stefaniniová

## Ženská čtyřhra

### Nasazení
| Stát                                                                                    | Hráčka                      | Stát       | Hráčka               | WTA | Nasazení |
| --------------------------------------------------------------------------------------- | --------------------------- | ---------- | -------------------- | --- | -------- |
| Belgie                                                                                  | Elise Mertensová            | Nizozemsko | Demi Schuursová      | 22. | 1.       |
| USA                                                                                     | Nicole Melichar-Martinezová | Austrálie  | Ellen Perezová       | 29. | 2.       |
| Japonsko                                                                                | Šúko Aojamová               | Japonsko   | Ena Šibaharaová      | 41  | 3.       |
|                                                                                         | Veronika Kuděrmetovová      |            | Ljudmila Samsonovová | 63. | 4.       |
| Žebříček WTA k 23. květnu 2023; číslo je součtem žebříčkového postavení obou členů páru |                             |            |                      |     |          |

### Jiné formy účasti
Následující páry obdržely divokou kartu do hlavní soutěže:
- Lesley Pattinama Kerkhoveová /  Bibiane Schoofsová
- Lexie Stevensová /  Eva Vedderová

## Přehled finále

### Mužská dvouhra
- Tallon Griekspoor vs.  Jordan Thompson, 6–7(4–7), 7–6(7–3), 6–3

### Ženská dvouhra
- Jekatěrina Alexandrovová  vs.   Veronika Kuděrmetovová, 4–6, 6–4, 7–6(7–3)

### Mužská čtyřhra
- Wesley Koolhof /  Neal Skupski vs.  Gonzalo Escobar /  Oleksandr Nedověsov, 7–6(7–1), 6–2

### Ženská čtyřhra
- Šúko Aojamová /  Ena Šibaharaová vs.  Viktória Hrunčáková /  Tereza Mihalíková, 6–3, 6–3